# Lijst van voetbalinterlands Bermuda - Dominicaanse Republiek
Deze lijst van voetbalinterlands is een overzicht van alle officiële voetbalwedstrijden tussen de nationale teams van Bermuda en de Dominicaanse Republiek. De landen speelden tot op heden zes keer tegen elkaar. De eerste ontmoeting was een vriendschappelijke wedstrijd in Santo Domingo op 28 februari 1974. Het laatste duel, een groepswedstrijd tijdens de CONCACAF Nations League 2024/25, vond plaats op 19 november 2024 in Santiago de los Caballeros.

## Wedstrijden
| № | Plaats                     | Datum             | Competitie                              | Wedstrijd           | Uitslag |
| - | -------------------------- | ----------------- | --------------------------------------- | ------------------- | ------- |
| 1 | Santo Domingo              | 28 februari 1974  | Vriendschappelijk                       | Dom. Rep. − Bermuda | 2 − 3   |
| 2 | Charlotte Amalie           | 30 september 2006 | Caribbean Cup 2007 kwalificatie         | Bermuda − Dom. Rep. | 3 − 1   |
| 3 | Hamilton                   | 5 juni 2016       | Caribbean Cup 2017 kwalificatie         | Bermuda − Dom. Rep. | 0 − 1   |
| 4 | Santiago de los Caballeros | 24 maart 2019     | CONCACAF Nations League 2019/20 kwalif. | Dom. Rep. − Bermuda | 1 − 3   |
| 5 | Piggotts                   | 7 september 2024  | CONCACAF Nations League 2024/25         | Bermuda − Dom. Rep. | 2 − 3   |
| 6 | Santiago de los Caballeros | 19 november 2024  | CONCACAF Nations League 2024/25         | Dom. Rep. − Bermuda | 6 − 1   |

## Samenvatting
| Competitie                           | Totaal gespeeld | Winst Bermuda | Gelijk | Winst Dom. Rep. | Doelsaldo Bermuda – Dom. Rep. |
| ------------------------------------ | --------------- | ------------- | ------ | --------------- | ----------------------------- |
| CONCACAF Nations League              | 2               | 0             | 0      | 2               | 3 − 9                         |
| CONCACAF Nations League-kwalificatie | 1               | 1             | 0      | 0               | 3 − 1                         |
| Caribbean Cup-kwalificatie           | 2               | 1             | 0      | 1               | 3 − 3                         |
| Vriendschappelijk                    | 1               | 1             | 0      | 0               | 3 − 2                         |
| Totaal                               | 6               | 3             | 0      | 3               | 12 − 15                       |

Wedstrijden bepaald door strafschoppen worden, in lijn met de FIFA, als een gelijkspel gerekend.